# Trachylepis adamastor
Trachylepis adamastor es una especie de escincomorfos de la familia Scincidae.

## Distribución geográfica
Es endémica de la isla Tinhosa Grande (Santo Tomé y Príncipe).